# Gemini–7
A Gemini–7, vagy hivatalos megjelölése szerint a Gemini VII volt az amerikai Gemini-program – felszállási sorrendjét tekintve – negyedik (jelölését és eredeti felszállási dátumát tekintve ötödik) emberes küldetése. Külön érdekessége volt a repülésnek, hogy a Gemini VI-ot érintő problémák és az annak kapcsán kialakult újratervezett programlépések miatt a Gemini VII megelőzte a sorszámban előtte álló repülést. Erre amiatt került sor, hogy a Gemini VI startja meghiúsult az eredeti menetrend szerint, amikor is egy Agena célrakétával kellett volna űrrandevút lebonyolítania, ám az Agena hibája miatt nem volt értelme elindulni. Ekkor született az az alternatív megoldás, hogy a Gemini VI ne egy másik Agenával, hanem egy másik Geminivel találkozzon odafenn a világűrben. A döntést követően átírták a két űrhajó repülésének forgatókönyvét, és a Gemini VI-ot (Gemini VIA-ra átkeresztelve) és a Gemini VII-et szimultán repülésre küldték úgy, hogy a későbbi sorszámú űrhajó startol korábban.
A Gemini VII fő feladata a Gemini-célok között egy másodlagos cél kikísérletezése volt: olyan hosszú időtartamú repülést kellett végrehajtani, amely egy holdutazás maximális időtartamával ekvivalens. A repülés célja egy tizennégy napos repülés kivitelezése volt. Ezen később az sem változtatott, hogy a Gemini VII előlépett a Gemini VIA randevúkísérletének céltárgyává. A hosszútávú repüléshez át kellett alakítani a repülési tervet – részben a korábbi Gemini-tapasztalatok alapján. Az űrhajósok immár eleve nem váltásokban végezték a feladataikat, hanem együtt, és a munkaidejüket úgy osztották be, mintha a Földön lettek volna. Emellett attól a filozófiától is megváltak, hogy előírják, mikor milyen feladatot, kísérletet kell elvégezni, helyette a feladatok egy laza láncolatát vázolták fel, amelyekre akkor került sor, amikor éppen idő volt rá. Az űrhajósok teljesen új tervezésű űrruhákat is kaptak a komfort növelésére, sőt a kényelem érdekében engedélyt kaptak, hogy a műveleti szempontból csendesebb, veszélytelenebb időszakokban ne viseljék az űrruhájukat.
A repülésre Frank Borman parancsnokot és Jim Lovell pilótát jelölte ki Deke Slayton, az űrhajós személyzetek főnöke. A párhuzamosan repülő másik Gemini űrhajóban pedig Wally Schirra parancsnok és Tom Stafford pilóta foglalt helyet. A páros repülés tervezésekor felmerült, hogy Stafford és Lovell helyet cserélhetne, ám ezt Borman heves tiltakozása miatt végül elvetették. A szimultán repülés legnagyobb kihívása volt, hogy a Gemini VII startját követően milyen gyorsan tudja a földi személyzet ismét szolgálatba állítani a 19-es indítóállást. A tervek szerint erre kilenc nap volt szükséges, amit teljesített is a Cape Canaveral-i csapat. Ám az ominózus kilencedik napra a Gemini VIA számára kitűzött start meghiúsult: a Titan II rakéta egyik elektromos csatlakozója idő előtt kihúzódott, ami a startfolyamat automatikus leállásához vezetett az utolsó másodpercben. Szerencse volt a szerencsétlenségben, hogy az ilyen esetekre a műveleti utasításban előírt katapultálás nem ment végbe, mivel az azt irányító parancsnok nem húzta meg a kart.
A megismételt start kiválóan sikerült, majd a másodikként startoló űrhajó negyedik keringése során a Gemini VIA űrrandevút hajtott végre a Gemini VII űrhajóval. Ennek során a kezdeti 1992 kilométeres távolságot fokozatosan csökkentve, a negyedik keringés végén aktívan manőverezve végül negyven méter távolságra közelítette meg egymást a két űrhajó, majd kötelékrepülésbe kezdtek. A műveletek során a Gemini VIA volt az aktív fél, a Gemini VII passzív maradt. Később a Gemini VIA gyakorlásképpen körberepülte és különböző szögekben közelítette meg a testvérűrhajót, miközben végig 30 cm és 90 méter között tartották a távolságot. A sikeres űrrandevút követően Schirráék leszálltak, míg Bormanék még három napot keringtek fenn, hogy kitöltsék a 14 napra tervezett repülési időt. A repülés legvégén egy sor probléma ütötte fel a fejét, ám ennek ellenére 13 nap 18 óra 35 perc 1 másodperc repülés után sikerrel szálltak le az űrhajósok az Atlanti-óceánra 1965. december 18-án.

## Előzmények

### Gemini kezdetek
A Gemini-program a kezdeteitől fogva inkább számított egy – félig-meddig – kényszerűségből létrehozott, kisegítő programnak, mintsem önálló céllal bíró űrprogramnak. A célja az volt, hogy a nem sokkal a beindítása előtt létrehozott, a holdra szállást előirányzó Apollo-programot előkészítse. Ez abból a célból történt így, hogy a Szovjetunió és az Egyesült Államok (valamint a köréjük szerveződő politikai tömbök) között elindult, hidegháború néven a történelembe bevonuló időszakban, az űrverseny keretében a politikai célokat szolgálja. Az űrverseny során kezdetben a Szputnyik–1 felbocsátásával, majd további műholdak, végül Jurij Gagarin 1961. április 12-i felbocsátásával a Szovjetunió előnyre tett szert az űrteljesítményeket illetően és ezen előnyét biztosan tartotta is. Az egyetlen másik ország, amely képes volt hasonló teljesítményekre, az USA közvéleménye ezt háborús csatavesztésként élte meg és arra sarkallta az amerikai kormányzatot, hogy vágjon vissza és vegye át a vezető szerepet a kommunnista nagyhatalomtól. John F. Kennedy elnök 1961. májusi bejelentésével elindult az Apollo-program, amelyben az USA a Hold elsőkénti elérését tűzte ki a NASA elé (lévén ez akkora jelentőségű és bonyolultságú cselekedet, hogy semmissé tesz minden korábbi szovjet űrbeli elsőséget és aki ezt véghez viszi, az vitathatatlanul vezető szerephez jut a világűrben).
Kennedy elnök bejelentésekor azonban a NASA képességei elképzelhetetlenül messze álltak attól, ami ahhoz kellett, hogy valóban ember szálljon le a Holdról. A holdra szállás 1961 májusi bejelentésekor a NASA mindössze egyetlen űrugrást – azaz nem is Föld körüli pályára juttatott űrhajót – tudott felmutatni egy másfél tonnás űrhajóval, miközben a Hold elérésének követelményei között egy legalább negyvenszer olyan tömegű űrhajó, egy másik égitest vonzáskörébe való eljuttatása szerepelt. A NASA előtt egy sor anyag, technológia, folyamat és művelet feltalálása, kimódolása állt. Az anyagok és technológiák fejlesztése megmaradt az Apollo-programon belül, ám a műveletekben és folyamatokban rejlő ismeretlen kiismerésére célszerűnek látszott egy újabb programot beindítani, egyrészt időtakarékosságból, másrészt olcsóbbnak látszott ezen a módon. Hamarosan megszületett a döntés a holdprogrammal párhuzamosan futó, az ahhoz szükséges műveleteket kipróbáló és kidolgozó program, a Gemini–-program beindítására, amelyet 1961. december 17-én jelentett be a NASA, hogy általa fogja lépésről-lépésre kikísérletezni a holdutazás alapvető műveleteit. Ezek a műveletek a következők voltak: két űrhajó találkozása a világűr tetszőleges pontján (űrrandevú), két űrhajó űrbéli összekapcsolódása (dokkolás) és az űrséta. Ezen kívül járulékos cél volt még a holdutazás időszükségletének megfelelő időtartamú repülés végrehajtása és az emberi szervezet reakcióinak kipróbálása egy ilyen időtartamú űrbeli tartózkodásra, illetve egy sor eszköz (üzemanyagcellák, űrruhák, űrséták mobilitási eszközei) kipróbálása.

### Voszhod-program
A Szovjetunióban is a Geminihez hasonló továbblépésen dolgoztak – bár teljesen titokban –, a Vosztok-program sikerei után a Szergej Koroljov vezette szovjet űrkutatás átlépett a Voszhod-programba, amelynek ugyanúgy a holdi műveletek lehetőségeinek (többszemélyes, manőverezhető űrhajó, űrrandevú, dokkolás, űrséta, stb.) kidolgozása volt a célja. Mindemellett azonban a szovjetek továbblépése más tervezési elveken alapult és a Voszhod űrhajó nem volt manőverezhető, inkább a Vosztok űrhajó kisebb fokú átalakításából született, amely korlátázások árán, de lehetővé tette, hogy több űrhajós is helyet foglalhasson benne, illetve ráillesztettek egy légzsilipet, amellyel az űrsétá(ka)t tervezték végrehajtani.
A Voszhod–program első próbálkozása több űrhajós felbocsátása volt, a Voszhod–1 1964. október 12-én startolt megelőzve bármiféle Gemini űrhajót. A repülés sikeres volt, az űrhajóban Vlagyimir Komarov parancsnok, Borisz Jegorov orvos és Konsztanytyin Feoktyisztov fedélzeti mérnök (egyébként az űrhajó egyik tervezője) egy napos, 16 keringéses repülést teljesített. Ezzel ismét egy újabb űrbeli elsőséget (ti. az első többszemélyes űrhajó repülését) biztosítva a Szovjetunió számára. Amerikában ezt újabb lemaradásnak könyvelhették el. Majd ezután 1965. március 18-án, öt nappal megelőzve a Gemini–3-at Bajkonurból felszállt a Voszhod–2, fedélzetén Pavel Beljajev és Alekszej Leonov űrhajósokkal, hogy egy nem különösebben hosszú – 1 nap 2 óra 2 perces időtartamú – repüléssel egy újabb űrbeli elsőséget állítsanak fel: Alekszej Leonov a világon elsőként végzett űrsétát. Amerika lemaradása látszólag még mindig fennállt a korábbi programokhoz és űrteljesítményekhez hasonlóan, a szovjetek ismét előbb mutattak be űrműveleteket, mint ők.
Amit a szovjet híradások nem adtak közre, az az volt, hogy a világ első űrsétája, illetve az azt övező űrrepülés mennyire csak félsiker volt. Leonov ugyan negyed óráig kinn volt az űrben, ám az űrhajós és az űrruha kialakítása miatt alig tudott visszatérni az űrhajóba és kis híján belehalt az erőfeszítésbe (az űrruha a belső nyomástól annyira felfújódott, hogy Leonovból lényegében egy nagy Michelin-baba lett, aki nem tudott visszamászni az űrhajó zsilipjébe, ahonnan kijött, csak ha leeresztette az űrruha belső levegőjét, azt kockáztatva, hogy megfullad). A problémák később is folytatódtak: az űrkabinból is szivárogni kezdett a levegő, majd navigációs problémák miatt a fékezést kézi vezérléssel kellett kivitelezni. Ennek hatására a leszállás is több száz kilométerre a kijelölt helytől, Perm város közelében került sor. A mentőegységeknek negyvennyolc órájába telt, hogy a havas erdőből kimentsék az először halottnak hitt két űrhajóst.

### Előkészületi repülések
A Mercury-programhoz hasonlatosan az új űrhajó és rakéta követelményeknek megfelelését ember nélküli, automata üzemmódban végrehajtott tesztekkel kívánták elvégezni, igaz eltérően az előző programtól, nagyon kevés indítás is elegendőnek látszott az eszközrendszer űrbeli alkalmazásának igazolására, ahogy kimaradtak az állatkísérletek is. Mindössze két fő komponenst kellett igazolni: egyrészről a rakéta működőképességét, az űrhajó repülőképességét és a két eszköz összeszerelt állapotban történő repülésének paramétereit, másrészről az űrhajó légköri visszatérési képességeit. A két cél mentén a teszteket ketté bontották és két külön repülésen ellenőrizték a célok teljesülését. Ezen tesztek sikeressége volt az előfeltétele, hogy a program továbbléphessen az emberes repülésekre, majd a bonyolultabb műveletekre.
A program első felszállása a Gemini–1 volt, amelyre 1964. április 8-án került sor. Ezen a repülésen először tesztelték a Gemini űrhajó és a Titan II rakéta integritását, illetve az együtt repülési kondícióit. A kabin ezúttal nem volt egy teljes értékű űrhajó részben amiatt, hogy magának az űrhajónak a fejlesztése elhúzódott és még nem állt készen egyetlen példány sem a repülésre, részben amiatt, hogy főként csak mérési eredményekre volt szükség és nem valós repülési eredményekre. Ezért az űrhajó inkább csak egy üres héj volt, amelyet műszerekkel töltöttek meg. A repülés tervezők nem terveztek irányított visszatérést, mindössze három Föld körüli keringésig rögzítették az űrhajó adatait, amelyek mindenben kielégítő eredményt hoztak. A repülést magát úgy tervezték, hogy az űrhajó nagyjából három és fél nap elteltével a felső légkör természetes fékező hatására magától visszasüllyedjen a sűrűbb légrétegekbe és elégjen. Ennek elősegítésére a mérnökök négy lyukat fúrtak a hőpajzsba. Végül a rakéta 7 másodperces továbbműködése miatt a tervezettnél kissé magasabb pályára állt a Gemini–1, így a tervezett három és fél nap helyett négy nap múlva zuhant vissza Földre az űrjármű 1967. április 12-én, a déli Atlanti-óceánon Dél-Amerika és Afrika között, minden repülési célkitűzést hibátlanul teljesítve.

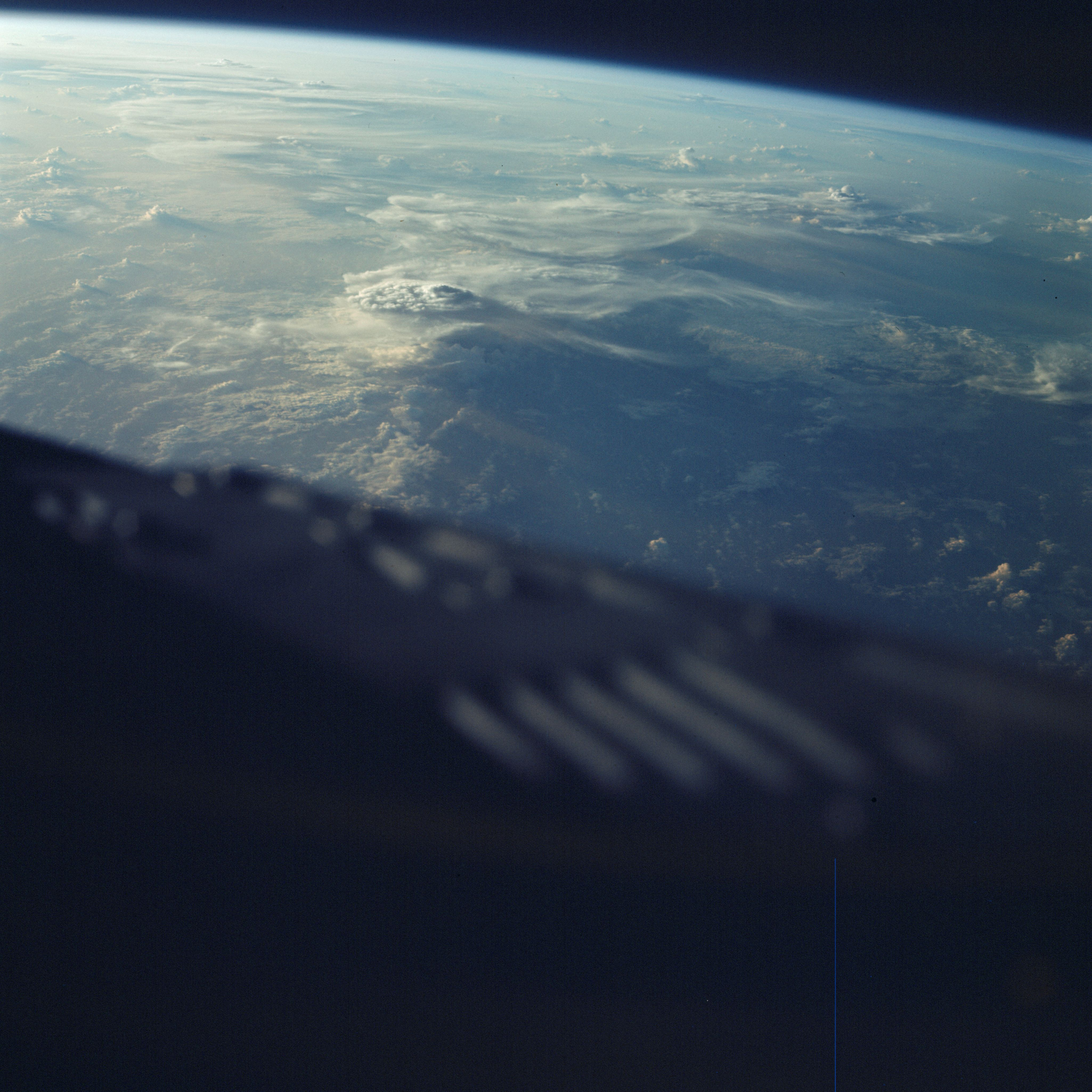
A Gemini–3-ból a felhők pettyezte légkör látszik, ahogy körbeöleli a Földet

A második automata tesztrepülésre, a Gemini–2 jelű próbára viszonylag sokat kellett várni, egészen 1965. január 19-ig. A csúszásra egyrészt az elhúzódó fejlesztések adtak okot, mivel ezúttal egy teljes értékű űrszerelvényt tervezett indítani a NASA. Másrészt 1964. december 9-én egy sikertelen startra is sor került, amikor az utolsó másodperben (a rakéta hajtóműve már járt, de a leszorító tartócsavarokat még nem robbantották le) a beépített Üzemzavar Érzékelő Rendszer jelzett és leállította a hajtóműveket. A hibák elhárítása után a tervek szerint startolt el az űrhajó, amelyet azonban nem terveztek Föld körüli pályára állítani, hanem csak egy szuborbitális repülés keretében bocsátottak fel, hogy az a lehető legnagyobb sebességre gyorsulva 3422 kilométerre a starthelytől csobbanjon az óceánba és közben leteszteljék az űrhajó biztonságos leszálláshoz szükséges részegységeket, különös tekintettel a hőpajzsra. Az űrhajó ismét tökéletesen teljesített, leszámítva két kisebb rendszer nem számottevő hibáját). A leszállás után a USS Lake Champlain repülőgép hordozó halászta ki a kabint 26 kilométerre a tervezett leszállási ponttól.
A Gemini–program első, emberekkel végzett repülésére a két sikeres, személyzet nélküli repülést követően adott engedélye a NASA vezetése. A fő célkitűzés „demonstrálni és felmérni az űrhajóban, a hordozóeszközben és az eljárásokban rejlő képességeket a jövőbeni hosszútávú és randevú repülések érdekében” volt. Ebben a kérdésben az okozta a fő dilemmát, hogy milyen hosszú repülés tudja ezt megvalósítani. Sok vita után megmaradtak a még a Gemini-program általános tervezésénél felvázolt három Föld körüli keringésig tartó verziónál, némiképp még a hiányos Mercury tapasztalatokra alapozva. A rövid repülési idő, valamint az űrhajósok számára korlátozottan rendelkezésre álló felkészülési idő folytán a küldetéstervezés csak olyan kísérleteket tudott betervezni a repülésre, amelyek nem igényeltek komolyabb felkészülést és az űrhajósok egyszerűen és gyorsan végre tudták hajtani, ezért mindössze három kísérletet – egy a sugárzásnak a sejtekre való hatását mérő, egy sejtnövesztési és egy kommunikációs kísérletet – terveztek be a fő, az űrhajó manőverezőképességét kipróbáló tesztek mellé. Ezzel a Gemini–3 egyfajta hidat képzett a rövid, de hatékony repülésével a nyúlfarknyi Mercury repülések és a későbbi, az akár egy hetet is meghaladó, bonyolult Gemini repülések között.
Személyzetként Gus Grissom parancsnokot és John Young pilótát nevezte meg a NASA, előbbi a Molly Brown nevet választotta az űrhajónak. A startra 1965. március 23-án, helyi idő szerint 9:24-kor (14:24 UTC) került sor Cape Kennedy LC-19 indítóállásából. A három fordulatos repülés nagyon hamar lezajlott: az első keringésben elhárítottak egy kisebb műszerfal hibát, illetve nekiláttak a kísérleteknek, amelyek azonban nem sikerültek, a második keringésben került sor a történelmi és egyben legfontosabb próbára, az űrhajósok önállóan manővereztek – pályát változtattak az űrhajóval. Végül a harmadik körben már a leszállás előkészületeivel voltak elfoglalva. A leszállásra 4 óra 55 perc 14 másodperc repülés után került sor az Atlanti-óceánon, ahol a USS Intrepid anyahajó szedte fel az űrhajósokat. Ezzel az űrhajó berepülése sikeresen teljesítésre került, utat nyitva a későbbi, komolyabb Gemini repülések előtt.

### A holdutazások műveletei kidolgozásának lépései

#### Gemini IV

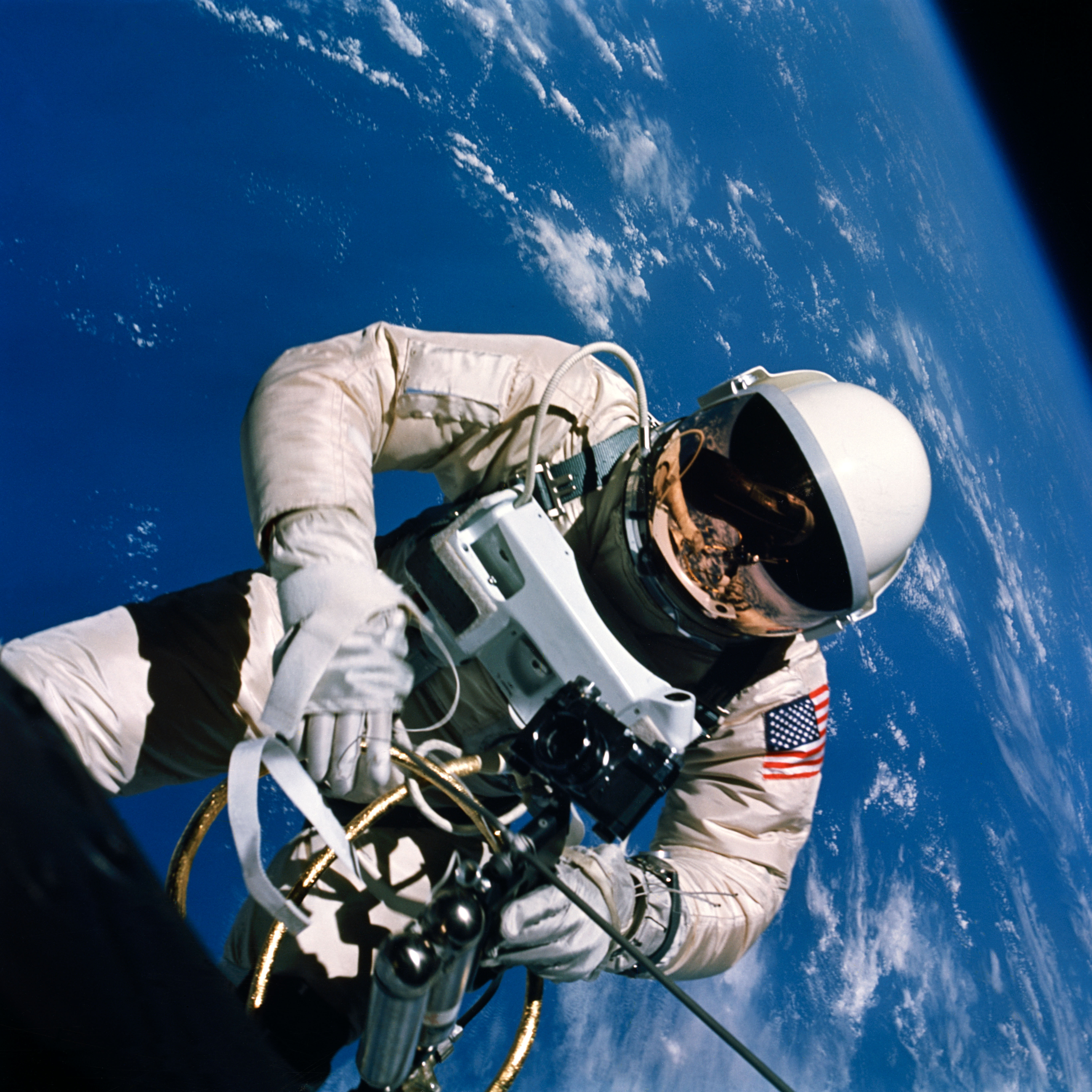
Ed White, az első amerikai űrsétán

A NASA a Gemini IV-gyel kettős feladatot célzott meg: választ adni egy újabb szovjet elsőségre és teljesíteni a holdprogrammal kapcsolatos új eljárások egyikét. Eredetileg az űrhajó berepülését követő első tudományos repülést hét naposra tervezték, egy űrrandevúval a csúcspontján. Ezt azonban több oldalról átírták a körülmények. Egyrészről az űrhajó energiaellátásához szükséges üzemanyagcella fejlesztése nem állt a megfelelő fázisban, ezért akkumulátorokkal kellett helyettesíteni, ám azok kapacitása csak négy napos működésre volt elegendő, így a repülési idő kényszerűen lerövidült. A másik ok nem technikai volt, hanem a Voszhod–2 sikeres, vagy legalábbis sikeresnek hirdetett útja, amelyen Alekszej Leonov dokumentáltan elvégezte a világ első űrsétáját. Ezt az amerikai közvélemény ismét vereségként fogta fel, ezért fontos volt mihamarabb legalább választ adni rá. A Gemini–program során csak jóval későbbre tervezték az űrséta megvalósítását, ám ez több mint egy évre tágította volna az időbeli rést a két ország között, ezért a NASA vezetése úgy döntött, az első lehetséges repülésre előrehozzák az amerikai űrsétát. Ez a kísérlet volt a Gemini–4.
A startra 1965. június 3-án, 10:26:59-kor (15:15:59 UTC) került sor Cape Canaveral 19-es indítóállásáról. A felszállás egy kisebb, váratlan rángatózástól (ún. pogo oszcilláció) eltekintve tökéletes volt, az űrhajó 163 * 282 km-es ellipszis pályára állt. A repülés első feladata az űrhajót pályára állító Titan II második rakétafokozatával való űrrandevú volt, az űrhajósoknak egy-két méterre meg kellett volna közelíteni a leválasztás után eltávolodott eszközt és kötelékben repülni vele egy ideig. A repülés idejére még nem készült el a randevúradar fejlesztése, ezért az űrhajósok a saját szemükre támaszkodhattak csak a manővernél. Többszöri sikertelen próbálkozást követően McDivitték felhagytak a randevú megkísérlésével, mivel az nem vezetett eredményre.
A repülés második feladata az űrséta végrehajtása volt, amelyre Ed White volt kijelölve. White előbb elvégezte az űrséta előkészítő tevékenységeit (összeszerelt egy, a manőverezéshez szükséges sűrített levegős pisztolyt, illetve csatlakoztatta az űrruhájához a létfenntartó rendszer csatlakozóit, a köldökzsinórt, stb.), majd kihermetizálták a kabint, némi nehézség árán kinyitották a kabinajtót és az űrhajós kilebegett az űrbe. A manőverező pisztoly segítségével különböző irányú mozgásokat próbált ki, amelynek során az űrbeli mozgás semmiféle nehézséget nem okozott és nem merült fel egyéb zavaró körülmény, (pl. rosszullét) sem. Harminchat perc elteltével White az irányítás határozott utasítására visszatért a kabinba parancsnoka, Jim McDivitt mellé, amellyel az első amerikai űrsétát sikerrel teljesítettnek minősíthették.
Az űrsétát követően még három napnyi repülés várt az űrhajós párosra, amelynek során tizenegy tudományos (orvosi, fényképezési és egyéb) kísérletet hajtottak végre, mindet sikerrel. A repülés 48. keringésében meghibásodott az űrhajó komputere, ami miatt nem lehetett szó a tervezett, komputer irányítású visszatérésről. A 62 keringésben kézi irányítás mellett hajtották végre az űrhajósok a fékezést, a légkörbe való visszatérést. A Gemini IV 1965. június 7-én került sor az Atlanti-óceánon, ahol 81,4 kilométerrel a tervezett leszállási pont mellett szálltak vízre. A helyszínen várakozó USS Wasp anyahajó egy órán belül kiemelte őket.

#### Gemini V
A Gemini V volt a NASA számára a holdutazáshoz szükséges műveletek kipróbálása során a soron következő művelet, az űrrandevú kipróbálására hivatott repülés. A Gemini IV úgy tért vissza a világűrből, hogy ugyan az űrséta diadalának sikere mindent elhomályosított, azonban a randevúkísérlet teljes kudarca árnyékot vetett rá. Ezért mindenképpen szükség volt egy olyan repülésre, amikor teljesen erre az egy feladatra koncentrálva és az ehhez szükséges teljes felszereltséggel próbálkozzanak meg az űrhajósok. A Gemini V fő célkitűzése tehát az űrrandevú kipróbálása lett. További cél volt a Gemini–program felpörgetése azáltal, hogy a repülések közötti időkülönbséget 3 hónapról két hónapra csökkentik és a szovjeteknek megmutatják a képességet. Azzal, hogy az űrrandevút célozták meg, egyben a Gemini–program is végre elhódított volna egy űrbeli elsőséget a szovjetek előtt, különösen úgy, hogy a Voszhod-program kísérletei leálltak (mivel a szovjet program titkos volt, az amerikaiak nem tudták, hogy ellenlábasuk nem a megfelelő úton indult el és a kudarc a szovjet repülések leállásának oka).
A soron következő repülés személyzeteként Gordo Cooper parancsnokot és Pete Conrad pilótát jelölte ki a NASA, tartalékul pedig Neil Armstrongot és Elliot See-t nevezték ki. Ennek a legénységnek is az Új Kilencek csoportja adta a gerincét, egyedül Cooper érkezett még a Mercury-programból.

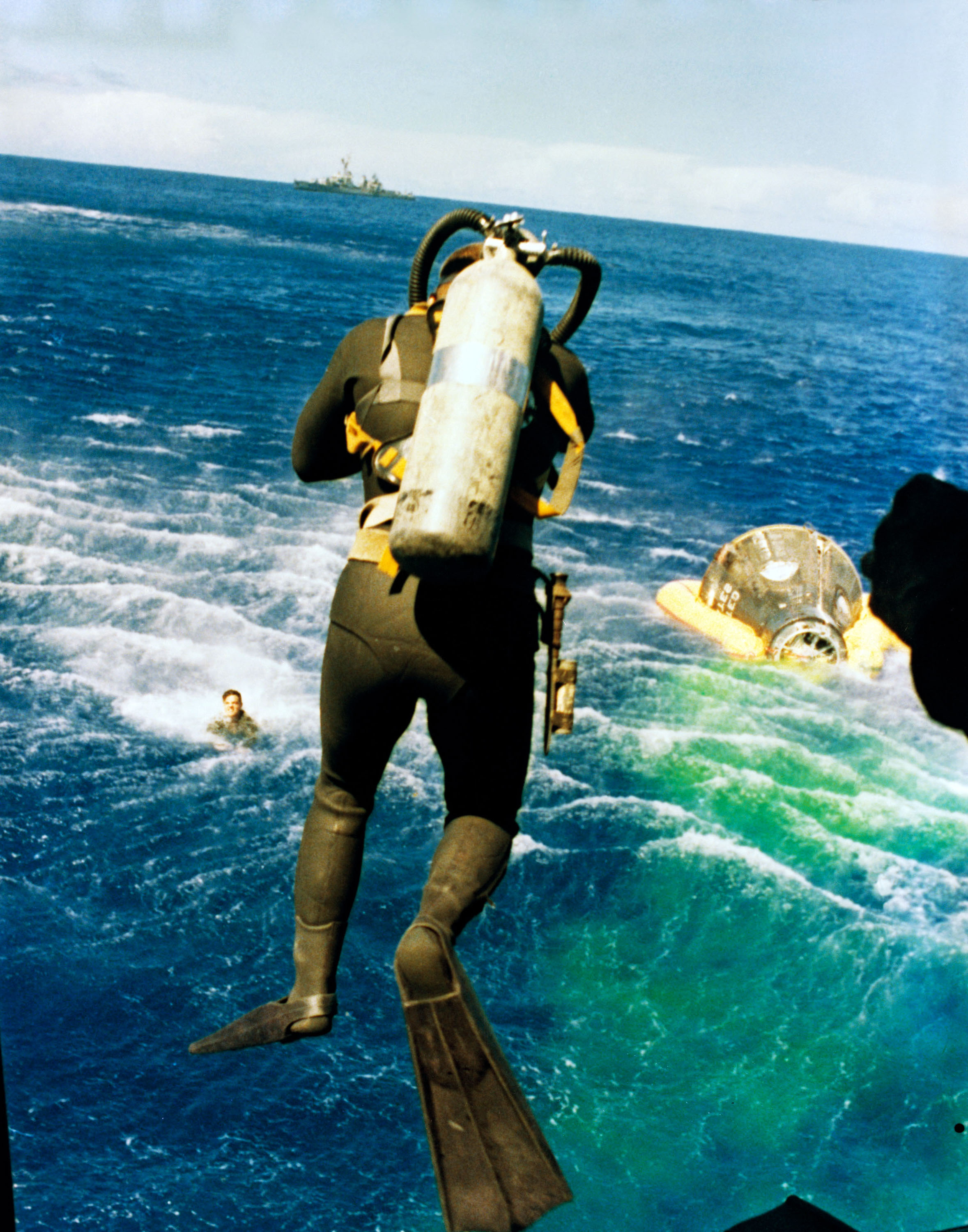
A Gemini V kiemelésére induló békaember a leszállás után

A repülés 1965. augusztus 21-én startolt Cape Kennedy 19-es indítóállásából helyi idő szerint 9:00-kor (14:00 UTC), egy kis ún. pogo oszcillációt leszámítva eseménytelen start keretében. Az űrhajó 163*350 kilométeres ellipszis pályára állt. A pályára állás után rögtön hozzá is kezdett a legénység a legnagyobb figyelemmel kísért randevúkísérlet megvalósításához. Ehhez előbb kibocsátottak egy kis műholdat (hivatalos nevén a Randevú Felmérő Csomagot), majd mikor ez kissé eltávolodott, megpróbáltak odamanőverezni hozzá. Időközben azonban az első útjára felvitt üzemanyagcella, amely a fedélzeti áramellátásért volt felelős abnormális működési paramétereket kezdett jelezni, ami miatt a legénység elővigyázatosságból inkább leállította. Ezzel azonban az elsődleges célkitűzés, az űrrandevú meghiúsult, sőt felvetődött a repülés idő előtti megszakításának és a legénység hazahozatalának gondolata is. Houstonban és St. Louis-ban, az űrhajó gyártóhelyén hamarjában kísérletek indultak az üzemanyagcellával, majd az extrém paramétereken működő eszközzel szerzett pozitív tapasztalatok alapján a legénység is visszakapcsolhatta azt, hogy az űrhajóban visszaálljon az áramellátás. Ezzel a korai repülés megszakítás veszélye megszűnt és visszatért a randevúkísérlet gondolata. Ugyan a céltárgynak szánt műhold elveszett, az irányítás rájött, hogy nem igazán egy céltárgyra van szükség, hanem inkább egy kitüntetett pontra az űrben, amit meg lehet közelíteni (a céltárgy inkább csak megtestesíti azt). Ezért Buzz Aldrin vezetésével kidolgoztak egy ún. „fantom randevú” nevű eljárást, aminek pont az volt a lényege, hogy egy kitüntetett ponthoz manőverezzék az űrhajót. A harmadik keringés során Cooper sikerrel teljesítette a fantom randevút, ezzel igazolta, hogy a Gemini űrhajóval valóban lehetséges egy űrbéli randevú megvalósítása.
A további feladat a 8 napos – világrekordot jelentő – időtartam kirepülése volt. Ennek abban állt a jelentősége, hogy ez volt egyenlő nagyjából egy holdutazás elméleti oda- és visszaútjának időszükségletével. Ennek során összesen 17 kísérletet végeztek el – köztük két, a Pentagon által feljuttatott katonai kísérletet is –, zömmel sikerrel. Coooper és Conrad vezette be, hogy nem váltásokban dolgoznak, hanem egyszerre esznek, dolgoznak, de a mi a legfőbb, egyszerre alszanak, mivel a folyamatos rádiózás, a másik űrhajós tevékenysége miatt az alvás lehetetlen volt az egyedül pihenni kívánó űrhajósnak. Az ötödik napot követően a Gemini V-öt sem kerülték el a hibák. Elsősorban a helyváltoztatásért felelős manőverezőrendszer, az OAMS fúvókáinak sorozatos hibái voltak aggasztóak. Éppen ezért a leszállás előtt, már a tervezett utolsó keringés előtti keringés során hozzákezdtek a fékező manőverhez, hogy hiba esetén még mindig maradjon idő korrigálni. A fékezés viszonylag rendben, a hibák ellenére is megtörtént és a Gemini V 1965. augusztus 29-én, 7 nap 22 óra 55 per 14 másodperc repülést követően rendben leszállt az Atlanti-óceánra, ahol a USS Lake Champlain hordozó vette a fedélzetére a legénységet.

## Személyzet

### Repülő személyzet

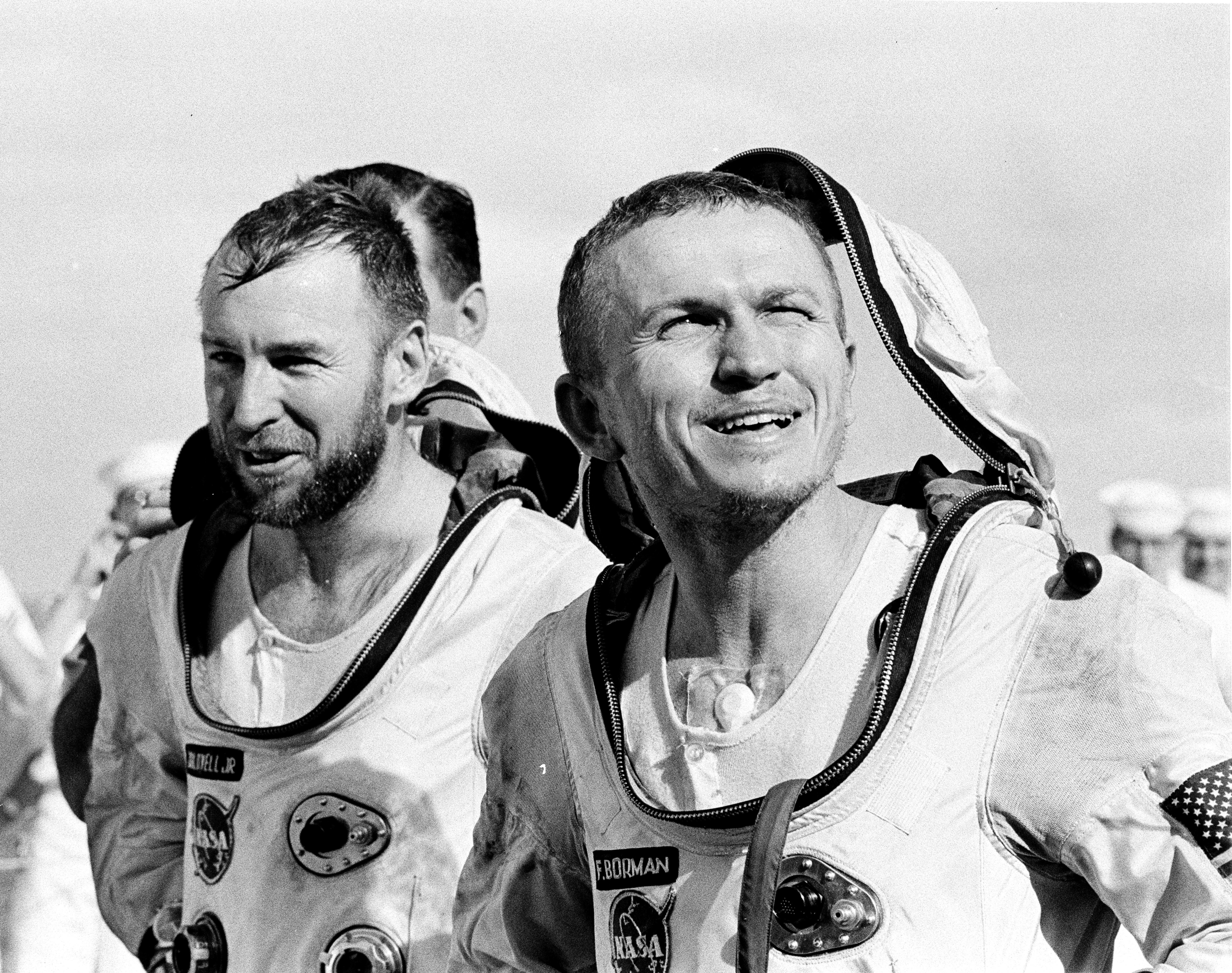
Borman és Lovell a leszállásuk után

| Beosztás   | Űrhajós                    | Űrhajós                    |
| ---------- | -------------------------- | -------------------------- |
| Parancsnok | Frank Borman (2) űrrepülés | Frank Borman (2) űrrepülés |
| Pilóta     | Jim Lovell (4) űrrepülés   | Jim Lovell (4) űrrepülés   |

### Tartalék személyzet
| Beosztás   | Űrhajós                       | Űrhajós                       |
| ---------- | ----------------------------- | ----------------------------- |
| Parancsnok | Ed White (1) űrrepülés        | Ed White (1) űrrepülés        |
| Pilóta     | Michael Collins (2) űrrepülés | Michael Collins (2) űrrepülés |

## Repülés

### A repülés előkészítése
A Gemini VII előkészítése először önálló repülésként indult el egyetlen céllal, a repülés idejével el kellett érni a 14 napot, azaz egy holdutazás elvi maximális időtartamát. A NASA e tekintetben roham léptekben haladt előre: előzőleg a Mercury–Atlas–9 alig több mint egy napig repült 1963 májusában, ezt mintegy megháromszorozta a Gemini IV, majd ezt megduplázta a Gemini V és ezt kellett közel megdupláznia a Gemini VII-nek. Az ebben a tárgyban való előrelépéshez egy sor dolgot kellett megoldani, részben az előző repülések tapasztalatai alapján. Ilyen volt a munka/pihenés időbeosztása. A Gemini VII volt az első út, ahol tudatosan nem váltásokban, hanem egyszerre dolgoztak és aludtak az űrhajósok a tervek szerint.
Másik újítás volt, hogy a tervezők nem fektettek le előre meghatározott, időre lebontott feladattervet, mivel az az előző repüléseken is tarthatatlannak bizonyult. Ehelyett csak az elvégzendő feladatokat fektették le, valamint azt, hogy ezeket akkor végzik el, amikor „éppen belefér” az időbeosztásba. Eszerint két, munkával töltött időszakot vezettek be minden napra, az USA keleti parti időzónája szerinti délelőttre és délutánra (amelynek az az előnye is megvolt, hogy jól illett az irányítóközpint három váltásban dolgozó munkájához).
A kéthetes úthoz szükséges új fejlesztés volt az űrruha újragondolása. A Gemini-re egyébként is jellemző volt, hogy nagyon korlátozott helyen kellett sok időt eltölteni az űrhajósoknak, ezért az ergonómia és a kényelem külön szempont volt. Ezért előbb vákuumkamra kísérletek kezdődtek (Elliot See és Gordon Cooper űrhajóssal), hogyan tudnának az űrhajósok űrruha nélkül repülni. A kísérletek azt mutatták, hogy az űrhajó életfenntartó rendszerei hatékonyabban működnek, ha az űrhajósok nincsenek űrruhában. Emellett az űrruhák gyártójánál, a David Clark Companynél is fejlesztések indultak és létrehozták az egyharmadnyira csökkentett tömegű új G3C jelű űrruhát. Az új űrruhában a gyártó megpróbálta a lehető leginkább kihagyni a ruhából a sok tömeget jelentő merevítőket. Ezzel lehetővé vált az is, hogy az űrhajósok levethessék a ruhákat és az ülések mellé teríthessék, anélkül, hogy külön helyet kellett volna találni a tárolásukra. a bevetések tervezői egyébként is azon dolgoztak, hogy az űrhajósok levethessék a ruhákat a minél szabadabb mozgás érdekében. Ezen próbálkozások eredménye az lett, hogy az űrhajósok a második nap után levehetik az űrruhájukat és pusztán a fontosabb műveletek, a felszállás, a leszállás és a később a tervekbe került űrrandevú idején kellett viselniük.

### Gemini VI
A Gemini VI felszállásainak kudarca volt az, amely jelentősen átírta a Gemini VII céljait is. A Gemini VI eredetileg egy teljesen önálló repülés lett volna a Gemini VII előtt, amelynek során az űrrandevú végső próbáját ejtették volna meg két, egymástól függetlenül indított űreszköz között. Ehhez egy Agena célrakétát terveztek bevetni a NASA mérnökei. Ez a Gemini VI előtt startolt volna, majd a már fenn keringő Agena-hoz repült volna az embereket szállító űrhajó. Így jól dokumentálható (fényképezhető, filmezhető) lett volna az emberiség első két űrjárművének találkozása.
A felkészített Agena és a Gemini startjára 1965. október 25-én került volna sor. Ekkor a műveleti terv szerint először az Agena hagyta volna el Cape Kennedy 14-es indítóállásáról, majd később követte volna azt a Gemini indítása a 19-es indítóállásból. Az Agena startja azonban – dacára annak, hogy a hadseregnél korábban széles körben alkalmazták és meglehetősen megbízhatónak számított – sikertelen volt, a rakéta a pályára állás előtt felrobban, a megfigyelők pedig törmelék aláhullásáról számoltak be az égből. Ekkor az embert szállító űrhajó startját lefújták, a már az űrhajó kabinjában helyet foglaló személyzetet kiszállították. Az Agena-val való randevúkísérlet meghiúsult.
Lényegében már a start napján megfogalmazódott az illetékesekben, hogy az űrrandevúhoz két űrhajó találkozása szükséges és nem feltétlenül az Agena kell hozzá, egy másik Gemini űrhajó is megteszi, azaz a soron következő Gemini repülés alkalmával felbocsáthatnának egyszerre két űrhajó és így a két, ember vezette űrhajó találkozhatna odafenn. Az ötlet elnyerte a NASA vezetésének tetszését, mindössze annyit kellett az újításhoz megvalósítani, hogy a másodikként startoló űrhajó számára minél előbb alkalmassá kellett tenni az előző űrhajó startjakor használt indítóállást (mivel a Gemini űrhajók indítására mindössze egyetlen indítóállást üzemeltetett a NASA). A tervek szerint ez kilenc napot vett igénybe, amely jól beleillett a Gemini VI tizennégy naposra tervezett útjába. Mindenesetre a döntés megszületett a Gemini VI nem önálló repülés lesz, hanem összekötik a Gemini VII-tel (és mellesleg átkeresztelik Gemini VIA-ra). Ezzel a Gemini VII feladatai és repülési terve is megváltozott: a tizennégy nap alatt „fogadnia” kellett egy látogató űrhajót is.

### A repülés

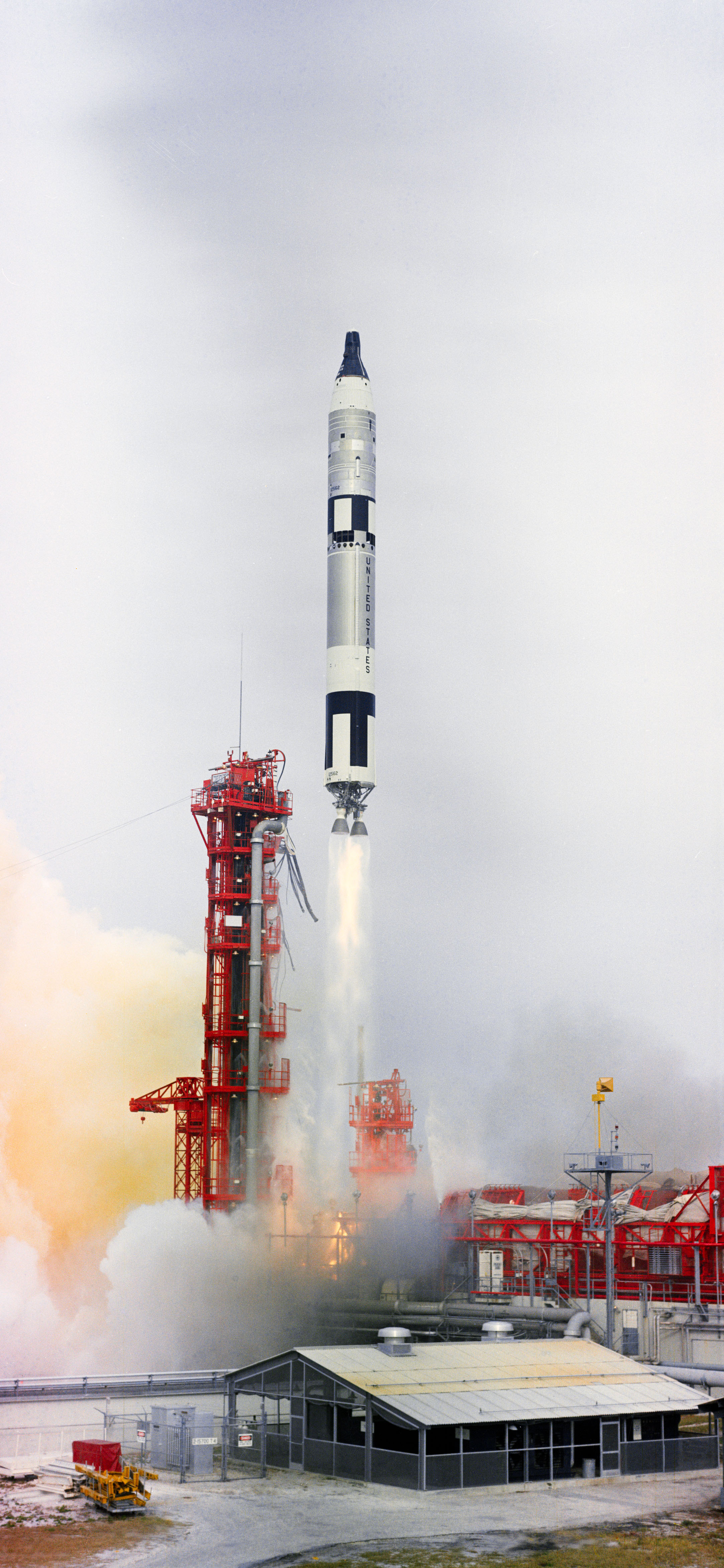
A Gemini VII az űrbe indul

A Gemini VII startjára 1965. december 4-én, helyi idő szerint 14:30:04-kor (19:30:04 UTC) került sor, amelyet követően az űrhajó szinte pontosan az előre kijelölt pályára állt. A Titan II-ről való leválást követően (hogy minden eshetőségre számítva legyen randevú manőver a repülésen), az eltávolodott rakétafokozatot kellett ismét megközelíteni és együtt repülni vele. Borman ehhez megfordította az űrhajót, majd különösebb nehézség nélkül odamanőverezett a rakétafokozathoz és együtt maradt vele. Végül 15 méterre közelítették meg a Titan II-t bár az együtt repülés korrekciós manőverei vártnál több üzemanyagot emésztettek fel. A két űreszköz harminc percet repült együtt. Ezt követően a legénység megkezdte a megfigyelési és kísérleti programját.
Negyvenöt óra telt el a repülésből, amikor a legénység egyik tagja (Jim Lovell) engedélyt kapott, hogy levegye az űrruháját (az irányítás kikötötte, hogy egyszerre csak az egyik űrhajós lehet űrruha nélkül). Innentől kezdve Borman minden alkalmat megragadott, hogy panaszkodjon az űrruha miatti kényelmetlenségéről. Ahogy az idő haladt előre az is világossá vált, hogy értelmetlen az egyik űrhajóst a ruhában tartani, miközben a másik nincs benne. Ennek ellenére eljött az idő, hogy Borman levetkőzzön, Lovell pedig vissza és bár az űrhajósok megpróbáltak alkudni, az irányítás ragaszkodott hozzá az orvosi hatások megfigyelése miatt. Végül, amikor az orvosi adatok is azt mutatták, hogy az űrruha nélkül a szívverés, vérnyomás és egyéb élettani értékek közelebb vannak a normálishoz a vita eldöntetett és mindkét űrhajós levehette az űrruháját.
A kilencedik napon izgalommal várta Borman és Lovell, hogy a „látogatók” érkezése valamelyest változatosságot hoz a 14 napos repülés egyhangúságába. Ám aznap hiába várták a másik űrhajót a start meghiúsult.

### Az űrrandevú

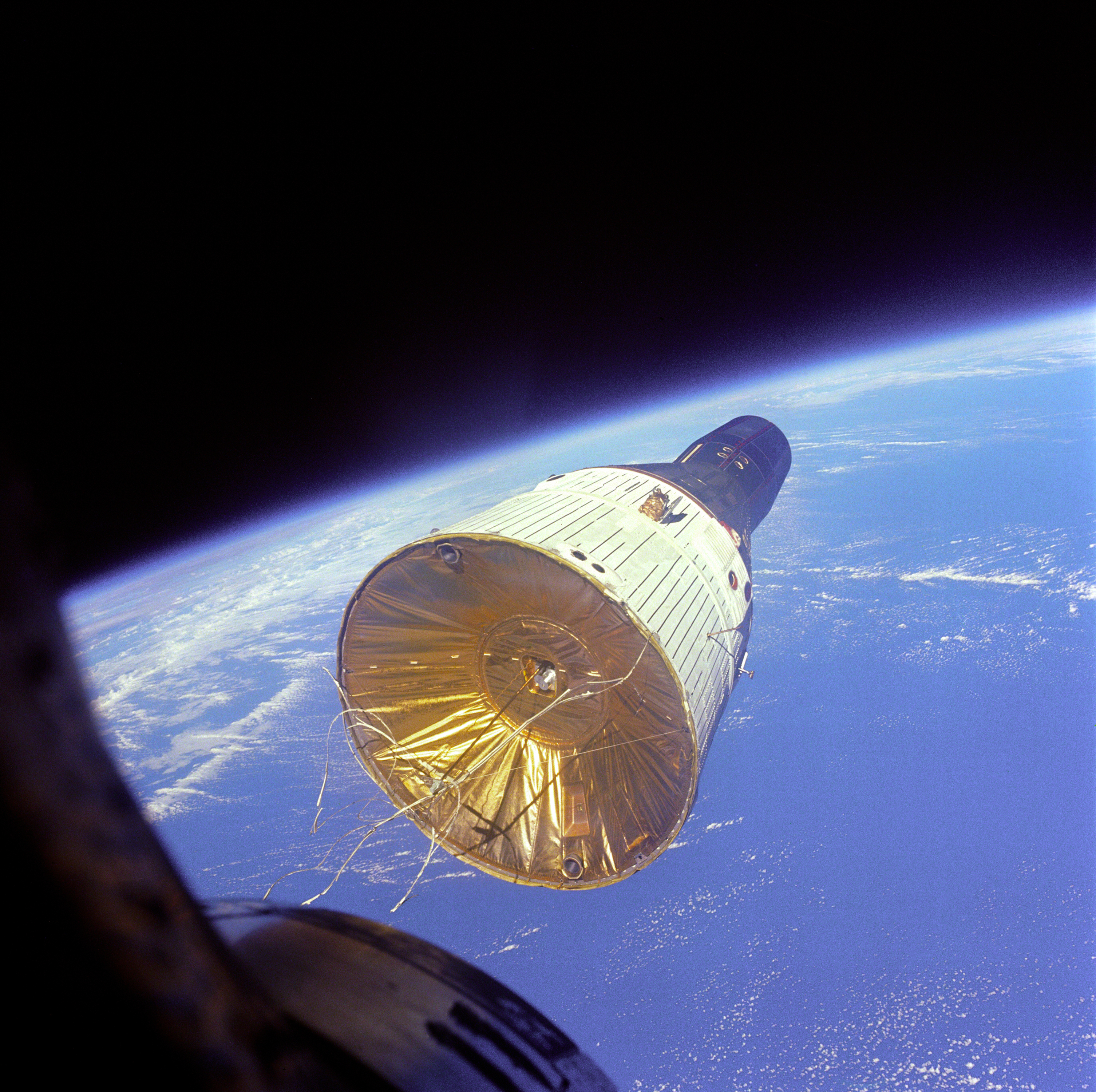
A Gemini VIA és a Gemini VII kötelékben repül

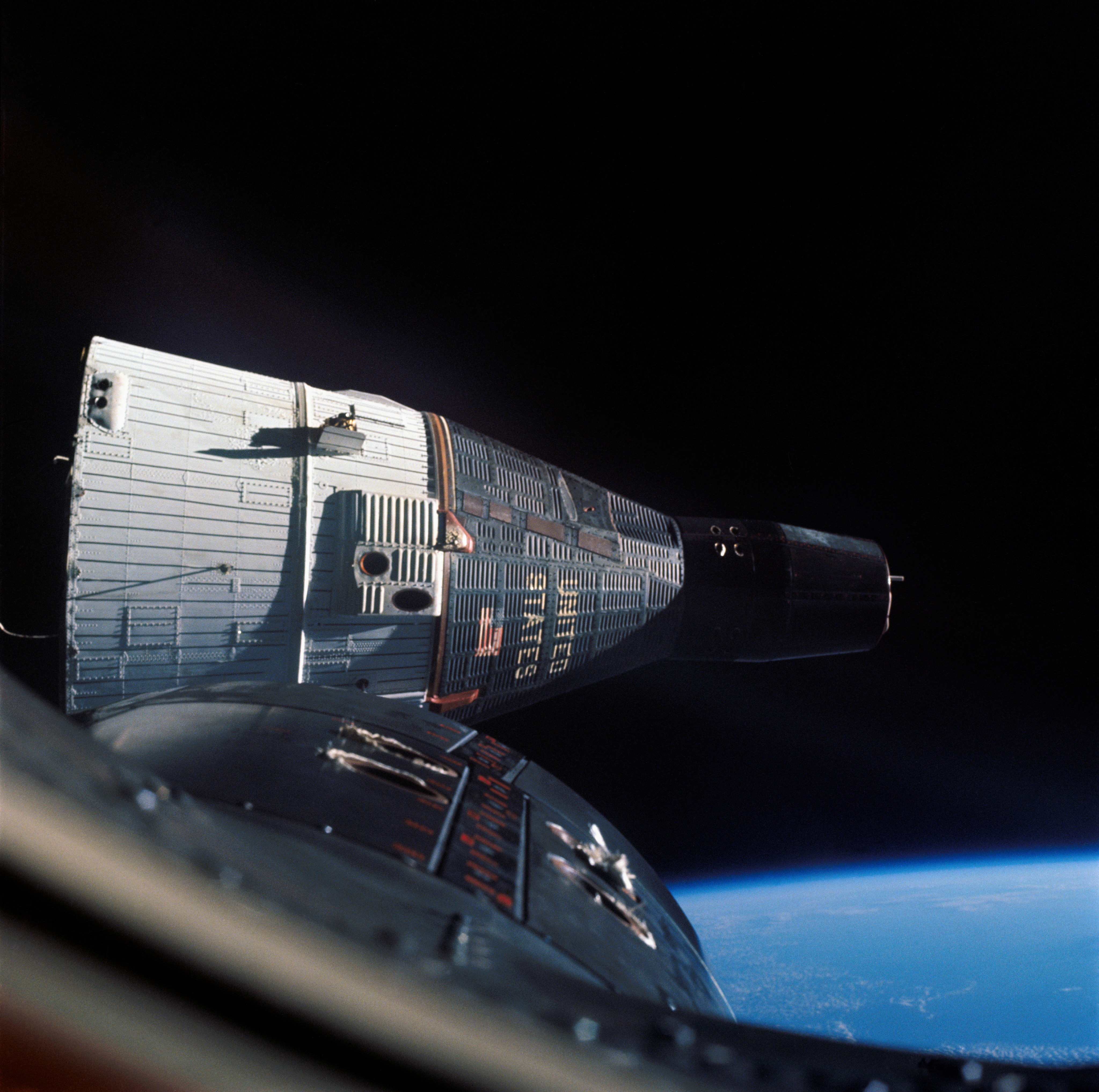
A Gemini VII a Gemini VIA ablakából fényképezve

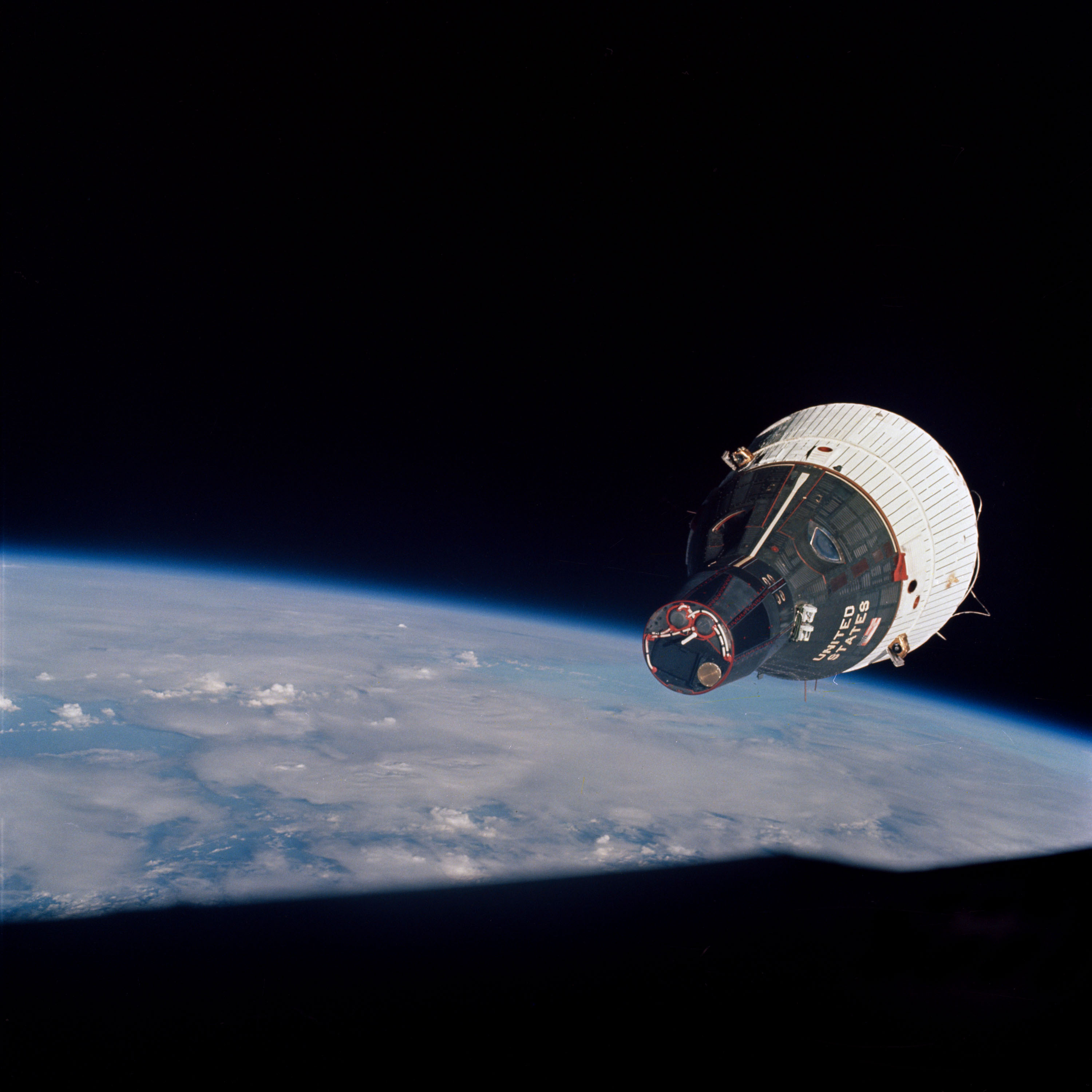
Űrhajók találkozása

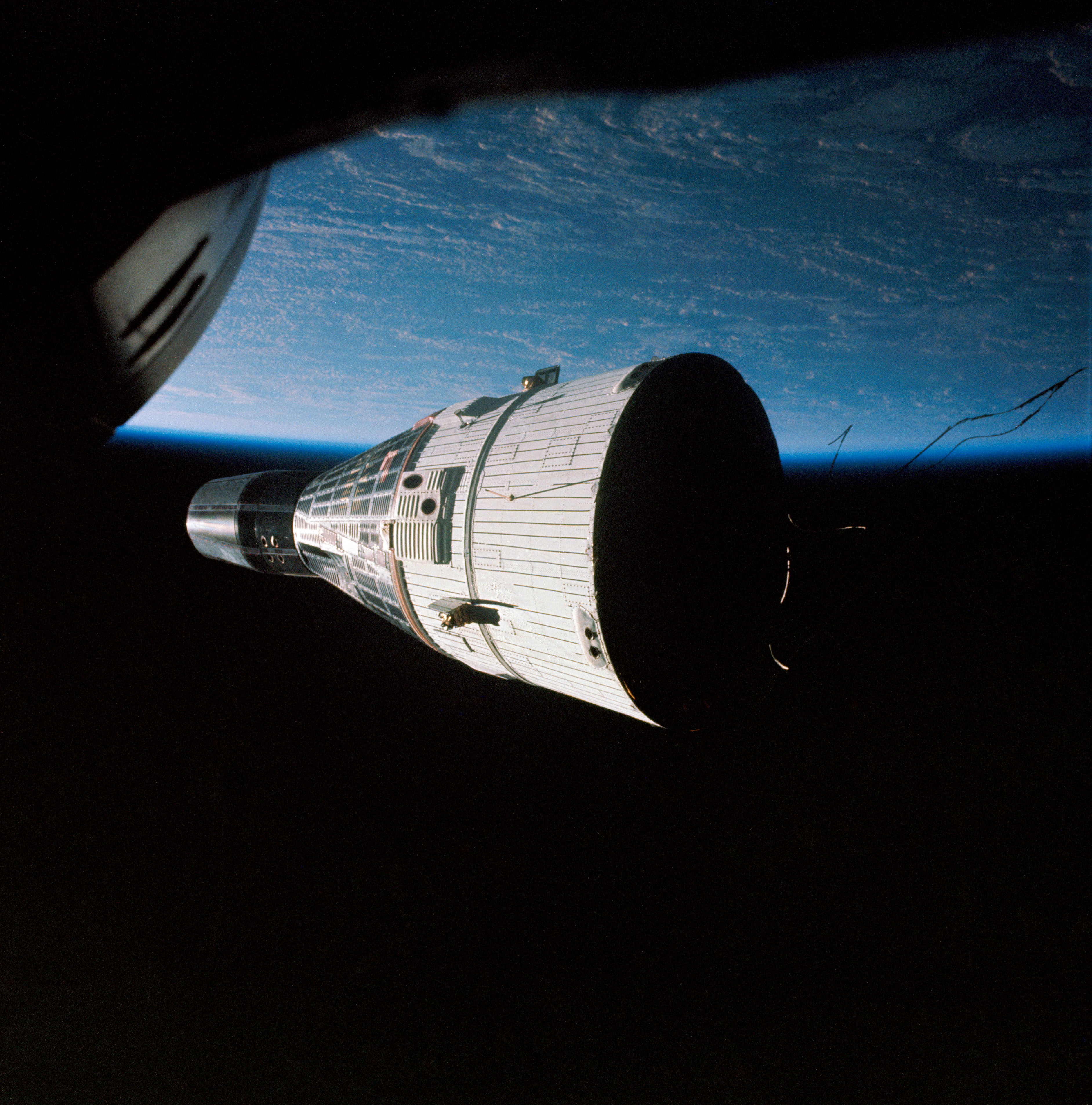
A világ első űrrandevúja

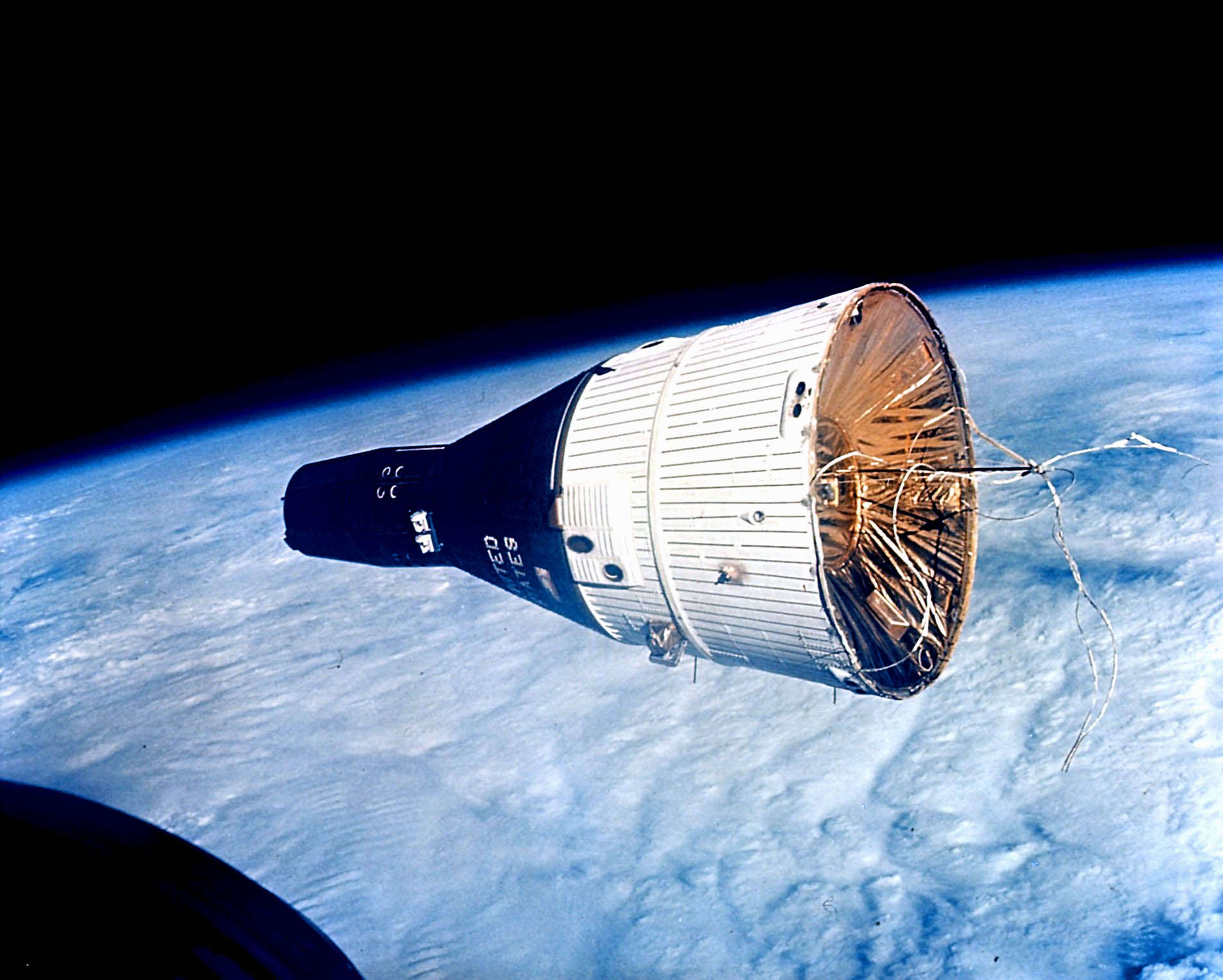
Jól láthatóak az űrhajó hátuljából kilógó, csapkodó kötelek, pányvák

A Gemini–6A végül harmadik kísérletre 1965. december 15-én, helyi idő szerint 8:37:26-kor (13:37:26 UTC) startolt el Cape Kennedy 19-es indítóasztaláról. A pályára állás hibátlanul megtörtént, miközben Bormann és Lovell éppen elrepült Cape Kennedy felett (a fenn repülő űrhajósok feladatul kapták, hogy próbálják megpillantani a startoló második űrhajót, de a felhők miatt ez nem járt sikerrel, már Madagaszkár felett jártak, amikor sikerült megpillantani Schirraék kondenzcsíkját). A Gemini VIA pályáját úgy állították be, hogy az a Gemini VII-é alatt legyen, amely mivel közelebb húzódott a földfelszínhez, hamarabb tett meg egy keringést ennek hatására a kezdetben 1992 kilométeres különbség hamar olvadni kezdett, a lejjebb repülő űrhajó magától, minden beavatkozás nélkül kezdte utolérni a másik űrhajót. Az első keringés végen a kezdeti távolság 1175 kilométerre olvadt, majd a második keringésben az Indiai-óceán felett, amikor Schirra elkezdte az aktív manővereket a tényleges megközelítésre (és hogy a pályák tényleg azonosak legyenek), a távolság már csak 483 kilométer volt.
Az űrhajósok jelmondata szerint („M egyenlő 4”) a Gemini VIA négy keringés alatt érte utol a Gemini VII-et. Közben Schirráék folyamatosan olyan kisebb pályamódosításokat tettek, amellyel a pályájukat szinkronba hozták a másik űrhajóval. Kicsit több, mint 5 óra telt el a start óta, amikor Schirra – lekapcsolva a kabinvilágítást a saját oldalán, hogy jobban lásson ki – megpillantott egy nagyon fényes csillagot előttük: „Istenem. az aztán egy igencsak fényes csillag odakinn. Biztosan a Szíriusz az.”' De nem a Szíriusz, a legnagyobb látszó fényességgel rendelkező csillag volt az, hanem a másik Gemini űrhajó fénylett a napfényben, nagyjából 100 kilométerre az üldöző űrhajó előtt. Nem sokkal később megkezdődött a megközelítés utolsó szakasza, amelyben kb. 3,5 percenként egy kilométerrel csökkent a távolság az űrhajók között. Mindeközben a Gemini VII berepült a sötét félgömb fölé, aminek hatására Schirra el is vesztette szem elől a másik űrhajót, hogy aztán nem sokkal később újra megtalálja azt a helyzetlámpái alapján. Már csak 900 méter volt a távolság, amikor Schirra fékezni kezdte az űrhajójukat, nehogy túl nagy sebességgel érkezzenek meg Bormanék hajója közelébe. Kb. 200 méter távolságra lehettek, amikor ismét kibukkantak a napfényes félteke fölé. Schirra hamarosan 40 méterre csökkentette a távolságot, ahol egy kis időre meg is állapodtak úgy, hogy nem volt semmilyen relatív sebességkülönbség a két űrjármű között. Ezzel a művelettel az irányítás kijelenthette, hogy túl vannak a világ első űrrandevúján (korábban a Vosztok–3 és a Vosztok–4 is elég közel került egymáshoz a szimultán repülésük során 1962. augusztus 12-én, ám az csak pillanatokig tartott, mivel a két űrhajó más pályán repült a „találkozás” előtt és után is, így ez lényegében csak a jó startidőzítésnek volt köszönhető és senki sem tekintette randevúnak).
A közelítési manőver során a hajtóanyag mindössze 38 százaléka fogyott el az aktív szerepet játszó Gemini VIA űrhajóból. A maradék ezután lehetőséget nyújtott arra, hogy Schirra körberepülje, majd különböző helyzetekben tartsa a kötelékrepülést a másik űrhajóval. Borman számára meglepetésként hatott a kormányhajtóművekből 10-12 méterre kicsapó lángcsóva, illetve, hogy az űrhajó hátulján milyen sok zsineg, pánt és egyéb dolog lobog, csapkod mozgás közben. A következő három keringés ideje alatt a két űrhajó együtt maradt és Schirra a 30 centimétertől a 90 méteres távolságig terjedő távolságban manőverezte hol közelebb, hol távolabb a másik űrhajót. Bormanék passzívak maradtak tekintve, hogy az ő hajtóanyag tartalékuk már csak 11 százaléknyi volt. A manőverezés mind napfényben, mind az éjszaka sötétjében (ilyenkor az űrhajókra szerelt navigációs fények segítettek a tájékozódásban) könnyűnek bizonyult. A Gemini manőverezésre szánt rendszere nagyon precíz műveletek kivitelezésére volt alkalmas a gyakorlatban.
Az együtt manőverezés után következett egy pihenési periódus a legénységek számára, amelyhez el kellett távolodniuk egymástól, nehogy véletlenül összeütközzenek. Ehhez a Gemini VIA 16 kilométerre távolodott el a másik űrhajótól. Schirra és Stafford ekkorra rendkívül kimerültek voltak, így egy gyors étkezést követően hamarosan el is aludtak. Ébredés után kellett meghozni a döntést, hogy a második űrhajó még meddig maradjon odafenn. Az eredeti műveleti tervek viszonylag rugalmasan kezelték a kérdést: a Gemini VIA, amint a randevút végrehajtotta, gyakorlatilag akár azonnal is visszatérhetett a Földre. Schirra és Stafford lényegében végrehajtott minden lényegeset, ráadásul az irányításnak nem kis gondot jelentett egyszerre két űrhajó figyelemmel kísérése úgy, hogy az igazi fókusz ismét a Gemini VII-re terelődött, hogy az elvégezhesse az elsődleges feladatát a 14 napos repülés kitöltését. Végül megszületett a döntés, hogy a Gemini VIA hazatérhet. Schirra egy tréfával nyugtázta a hírt. Fura rádióüzenetet közölt: „Gemini VII, itt a Gemini VI. Ott egy objektum, ami úgy látszik, mintha egy műhold lenne északról, délre tartva, poláris keringésben. Úgy néz ki, mintha éppen belépne a légkörbe...Nézzük csak...Talán ki tudjuk venni mi lehet az a dolog.”. Aztán a rádióban felhangzott a Jingle Bell és mindenki tudta, hogy Schirrák a Mikulás szánját „látták”. Aztán eljött a tényleges hazaindulás ideje is. „Igazán szép munka volt Frank és Jim. Viszlát a tengerparton”, szólt Schirra búcsúja, majd leválasztotta a műszaki egységet, hogy beindulhassanak a fékező rakéták.

### A repülés vége, a leszállások
Elsőként a randevúben aktív szerepet játszó és másodikként startoló űrhajó kezdett a elszállási manóverbe. A Gemini VIA hamarosan süllyedni kezdett a légkörben. Shirra beállította a manőverhez szükséges térbeli helyzetet (az űrhajó orra lefelé nézett), majd az automatika kb. 85000 méteren átvette az irányítást. Kezdetben úgy tűnt, hogy túlrepülnek a kijelölt célon, de Schirra ekkor közbeavatkozott (kissé növelte az űrhajó bedöntését), ami csökkentette a leszállási úthosszat. A komputert 24000 méter magasan kapcsolták ki, majd 14000 méteren kiengedték a stabilizáló ejtőernyőt, amely 3200 méteren kihúzta a főernyőt is. Az is egyfajta elsőség volt, hogy az ereszkedést és leszállást immár élő televíziós közvetítésben láthatta az amerikai nézőközönség, amelyet a kirendelt USS Wasp fedélzetéről közvetítettek. Az űrhajó 1965. december 16-án, 16 keringés, 25 óra 15 perc 58 másodperc repülés után csobbant az óceánba. Schirraék nem szálltak ki az űrhajóból, hanem azzal együtt emelték őket az anyahajó fedélzetére.
A szimultán repülés másik résztvevőjének azonban Schirráék távozásakor még volt négy napjuk. Hiába volt természetes, hogy amint lezajlott a randevú, Bormanék mindketten levehették újra az űrruhákat, hogy minél kényelmesebben legyenek, az a pszichikai teher, hogy lényegében egy VW Bogár két első ülésének megfelelő helyen kellett két hetet eltölteni összezárva, az űrhajósokra egyre nagyobb nyomást helyezett. Különösen Borman volt, akiben külön kellett a lelket tartani. Emellett műszaki problémák is felütötték a fejüket: az üzemanyagcella a 12. napon már csak az első napi energia töredékét volt képes szolgáltatni. A 13. napon egyenesen azzal fenyegetett az üzemanyagcella probléma, hogy teljesen leáll az áramellátás és időnek előtte kell kényszerleszállni, de végül a St. Louisban folyó kísérletek megnyugtatóan jelezték, hogy végigvihető lesz a 14 napos repülés. Ezen kívül a Gemini V-höz hasonlóan az űrhajó kormányfúvókái közül néhány sorban kezdte felmondani a szolgálatot (amelyet később, a repülés után arra vezettek vissza, hogy a fúvóka lemezelése még egy korábbi dizájn alapján készült és nem cserélték ki a korszerűbb, megbízhatóbb változatra). Az űrhajósok a repülés utolsó napját már az összepakolásnak és a hazatérés előkészületeinek szentelhették. A sikeres fékezőmanőver végén 1965. december 18-án 330 óra, 35 perc és 1 másodperces repülés után a Gemini VII is leszállt az Atlanti-óceánon, mindössze 11,8 kilométerre a kirendelt mentőhajó mellett.

## Küldetés paraméterek
- Tömeg: 3663 kg
- Perigeum: 161,6 km
- Apogeum: 328,2 km
- Pályahajlás: 28,89°
- Periódus: 89,39 perc

### Külföldi oldalak
- Gemini 5 Mission Report (PDF) October 1965
- On The Shoulders of Titans: A History of Project Gemini Archiválva 2003. december 7-i dátummal a Wayback Machine-ben